# البطريقة بلوم (فلم)
البطريقة بلوم (بالإنجليزية: Penguin Bloom) هو فيلم درامي عائلي أمريكي أسترالي لعام 2020 من إخراج جليندين إيفين، والسيناريو لشون جرانت وهاري كريبس، ويستند إلى كتاب يحمل نفس الاسم من تأليف كاميرون بلوم وبرادلي تريفور جريف. نجوم الفيلم هم نعومي واتس وأندرو لينكولن وجاكي ويفر.
أُصدر سينمائيا في أستراليا بواسطة شركة رودشو في 21 يناير 2021، ورقمياً في الولايات المتحدة بواسطة نتفلكس في 27 يناير.

## الحبكة
في أستراليا، يجد مصور وعائلته الأمل والعزاء من خلال رعاية كتكوت العقعق المصاب، مما يساعدهم على التكيف مع الشلل الجزئي الذي أصاب زوجته بعد سقوطها العرضي أثناء قضاء إجازة في تايلاند.

## روابط خارجية
- البطريقة بلوم  في قاعدة بيانات الأفلام على الإنترنت (بالإنجليزية)
- البطريقة بلوم (فلم) في روتن توميتوز.